# Émile Moselly

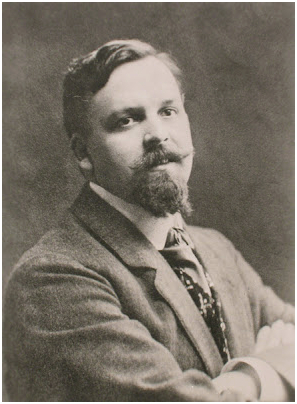
Émile Moselly

Émile Moselly (* 12. August 1870 in Paris als Émile Chénin; † 2. Oktober 1918) war ein französischer Schriftsteller. 1907 erhielt er den Prix Goncourt für seinen Roman Terres lorraines.
Moselly war Lehrer in  Montauban, Orléans, Paris (Lycée Voltaire) und Neuilly-sur-Seine (Lycée Pasteur). Seine Themen waren das heimatliche Lothringen, wo er häufig im Haus seiner Eltern in Chaudeney-sur-Moselle bei Toul war, wo er auch aufwuchs.
Er war einer der ersten Autoren in der von Charles Péguy 1901 gegründeten Zeitschrift  Cahiers de la Quinzaine.
Er starb an einem Herzanfall im Zug von Quimper auf dem Rückweg aus dem  Urlaub nach Paris.

## Werke
- L'Aube fraternelle, 1902
- Jean des Brebis ou le livre de la misère, 1904
- Les Retours, 1906
- Terres lorraines, 1907
- La Vie Lorraine, 1907
- Le Rouet d'ivoire : enfances lorraines, 1907
- Joson Meunier : histoire d'un paysan lorrain, 1910
- Fils de gueux, Ollendorff, 1912
- George Sand, 1911
- Les étudiants, Ollendorff, 1914
- Le Journal de Gottfried Mauser, Ollendorff, 1916
- Nausicaa, 1918
- Contes de guerre pour Jean-Pierre, 1918
- Les Grenouilles dans la mare, 1920
- La Houle, Bourrelier-Chimène, 1931